# Don i tison
Don i tison (von Bafia: „Stadt-Berg“) ist der südlichste Gipfel einer westlich der Stadt Bafia verlaufenden Bergkette in Kamerun. Er befindet sich unweit des Ortes Gouife.
Sein Name – im Sinne von „bewohnter Berg“ – rührt wahrscheinlich von der Tatsache her, dass hier vom März 1911 bis September 1912 im Zuge der Bafia-Expedition zur militärischen Unterwerfung der umliegenden Bevölkerung ein Militärposten eingerichtet wurde. Aus dieser Zeit haben sich bauliche Überreste, insbesondere eine Umfassungsmauer aus grob behauenen Steinen, erhalten. 
Vom 6. November bis zum 15. Dezember 1914 diente der Ort dem Ethnologen Günther Tessmann als Ausgangsbasis für seine Forschungen zu den Bafia.
Die Besteigung des Gipfels ist regelmäßig Teil des alle zwei Jahre stattfindenden Mbam'art-Festivals.

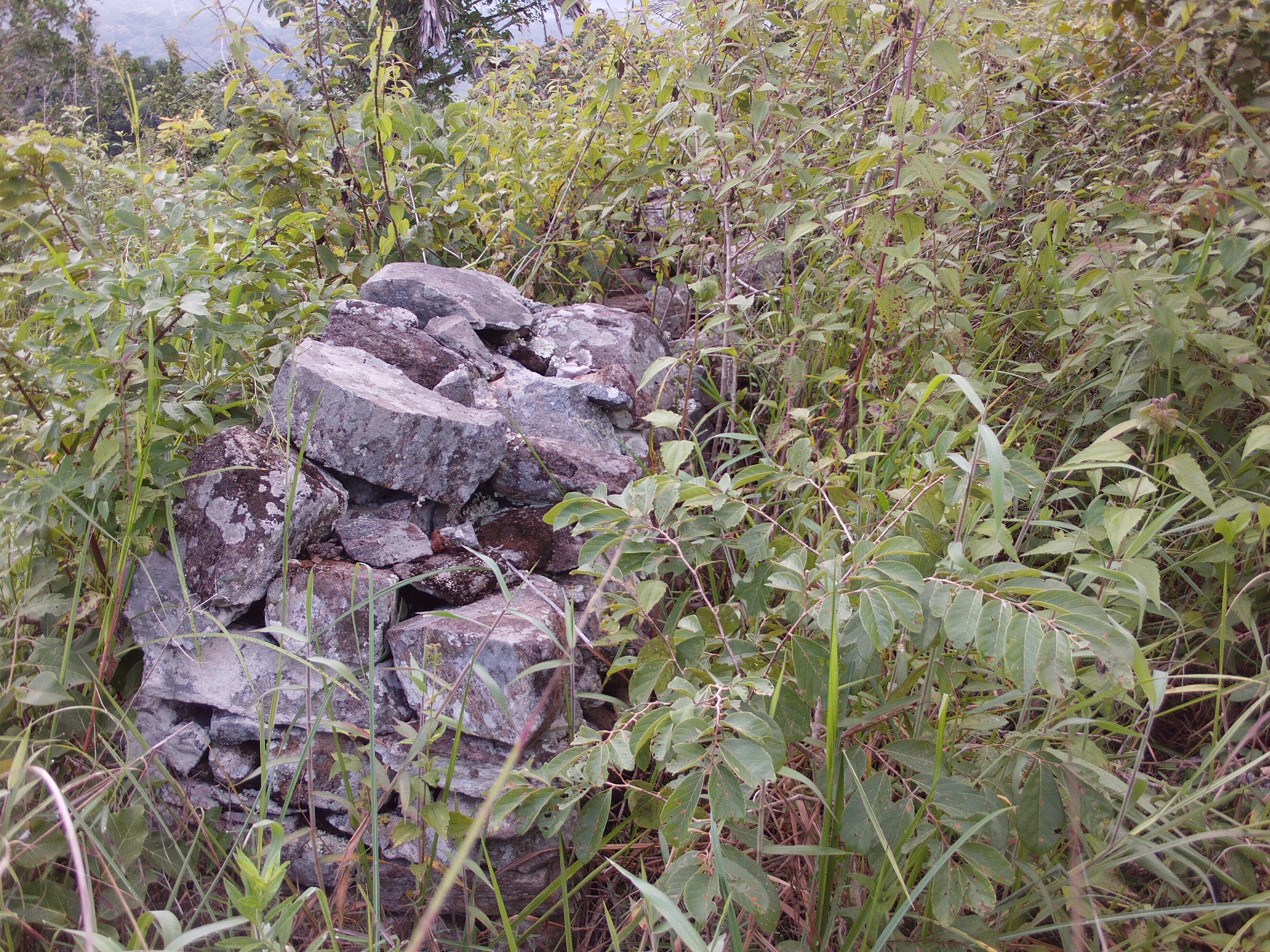
Ruinen des ehemaligen deutschen Militärpostens auf dem Gipfel
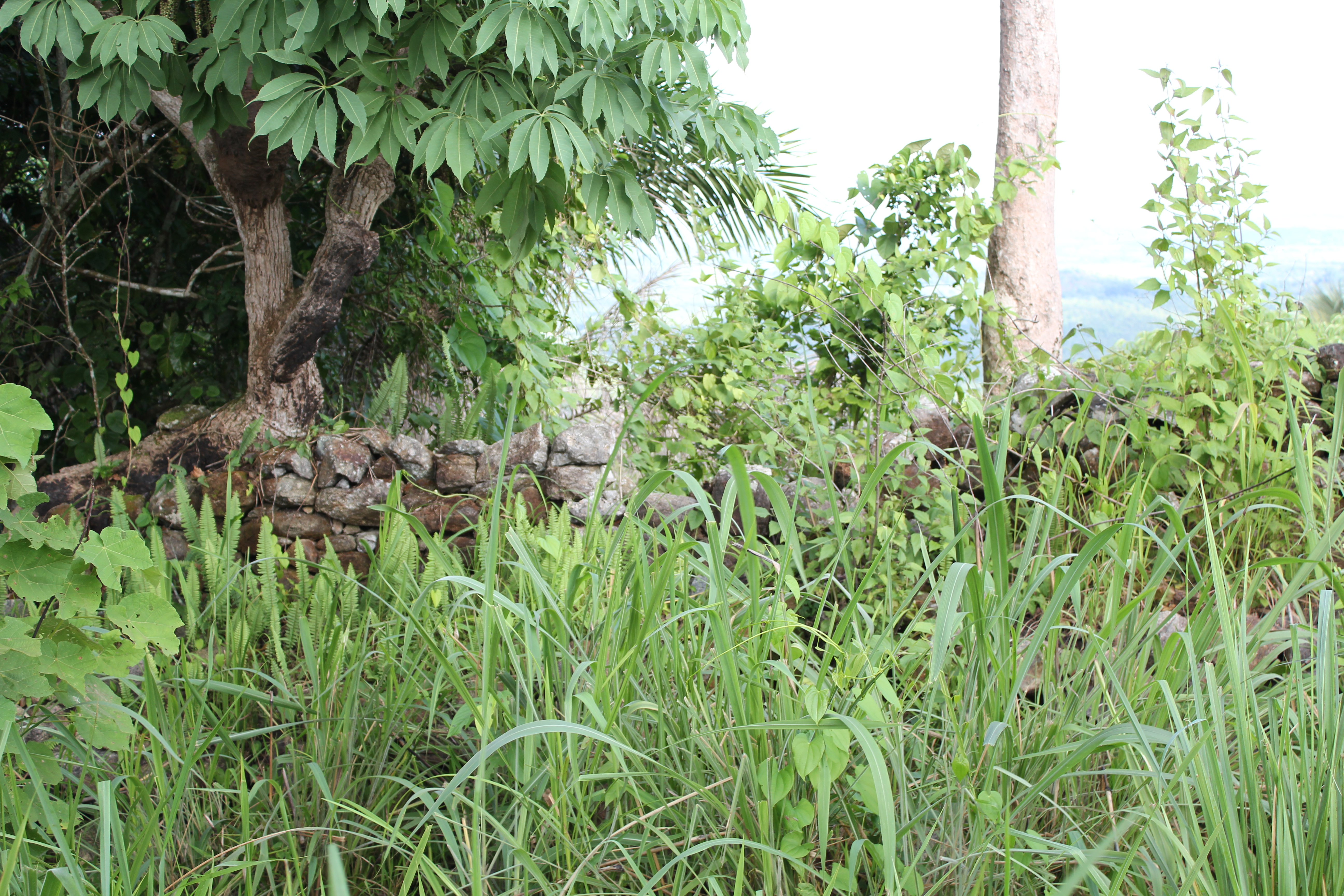
Östlicher Teil der inneren Umfassungsmauer.